# شهرک شهید نامجو (پاکدشت)
مجتمع شهرک شهید نامجو، یا دوهزار شهرکی نظامی از توابع پارچین شهرستان پاکدشت در استان تهران، ایران است.

## آموزش
شهرک، دارای یک کودکستان، یک آموزشگاه دوره ابتدایی پسرانه و دخترانه، یک آموزشگاه دوره نخست متوسطه پسرانه و دخترانه و یک آموزشگاه دوره نهایی متوسطه دختران و پسران است. آموزشگاه‌های خصوصی هنر و زبان نیز در شهرک فعالیت دارند.

## فرهنگ و ورزش
شهرک گاهی میزبان نمایشگاه‌های کتاب در اندازه کوچک بوده‌است.
اگرچه سرانه ورزشی شهرک مناسب نیست اما یک کانون ورزشی دارای دو زمین فوتبال کوچک، فوتسال و والیبال و بسکتبال، به همراه بخش‌های دیگر در شهرک فعال است.

## اقتصاد و خرید
دو مرکز خرید در شهرک ساخته شده‌اند.